# Toxonprucha excavata
Toxonprucha excavata là một loài bướm đêm trong họ Erebidae.